# 237 Coelestina
A 237 Coelestina a Naprendszer kisbolygóövében található aszteroida. Johann Palisa fedezte fel 1884. június 27-én.